# لیک بنتن (مینه‌سوتا)
لیک بنتن، مینه‌سوتا (به انگلیسی: Lake Benton, Minnesota) یک شهر در ایالات متحده آمریکا است که در شهرستان لینکولن واقع شده‌ است.

## خصوصیات
لیک بنتن ۱۱٫۹۷ کیلومترمربع مساحت و ۶۸۳ نفر جمعیت دارد و ۵۳۷ متر بالاتر از سطح دریا واقع شده‌ است.